# Priority Records
Priority Records je američka diskografska kuća koja je osnovana 1985. godine od strane Bryana Turnera i Marka Ceramija. Diskografska kuća je trenutno u vlasništvu EMI-ja. U Sjedinjenim Američkim Državama je distribuira Capitol Records, a izvan Sjedinjenih Američkih Država Capitol Music Group.

## Izvođači
- Snoop Dogg
- Ice Cube
- N.W.A.
- Eazy-E
- Westside Connection
- Mack 10
- Master P
- Lil' ½ Dead

## Vanjske poveznice
- Službena stranica  Arhivirana inačica izvorne stranice od 24. svibnja 2011. (Wayback Machine)
- Priority Records na Twitteru
- Priority Records na MySpaceu